# Austrophorocera imitator
Austrophorocera imitator är en tvåvingeart som först beskrevs av Aldrich och Herbert John Webber 1924.  Austrophorocera imitator ingår i släktet Austrophorocera och familjen parasitflugor. Inga underarter finns listade i Catalogue of Life.